# Marcus Iulius Martius

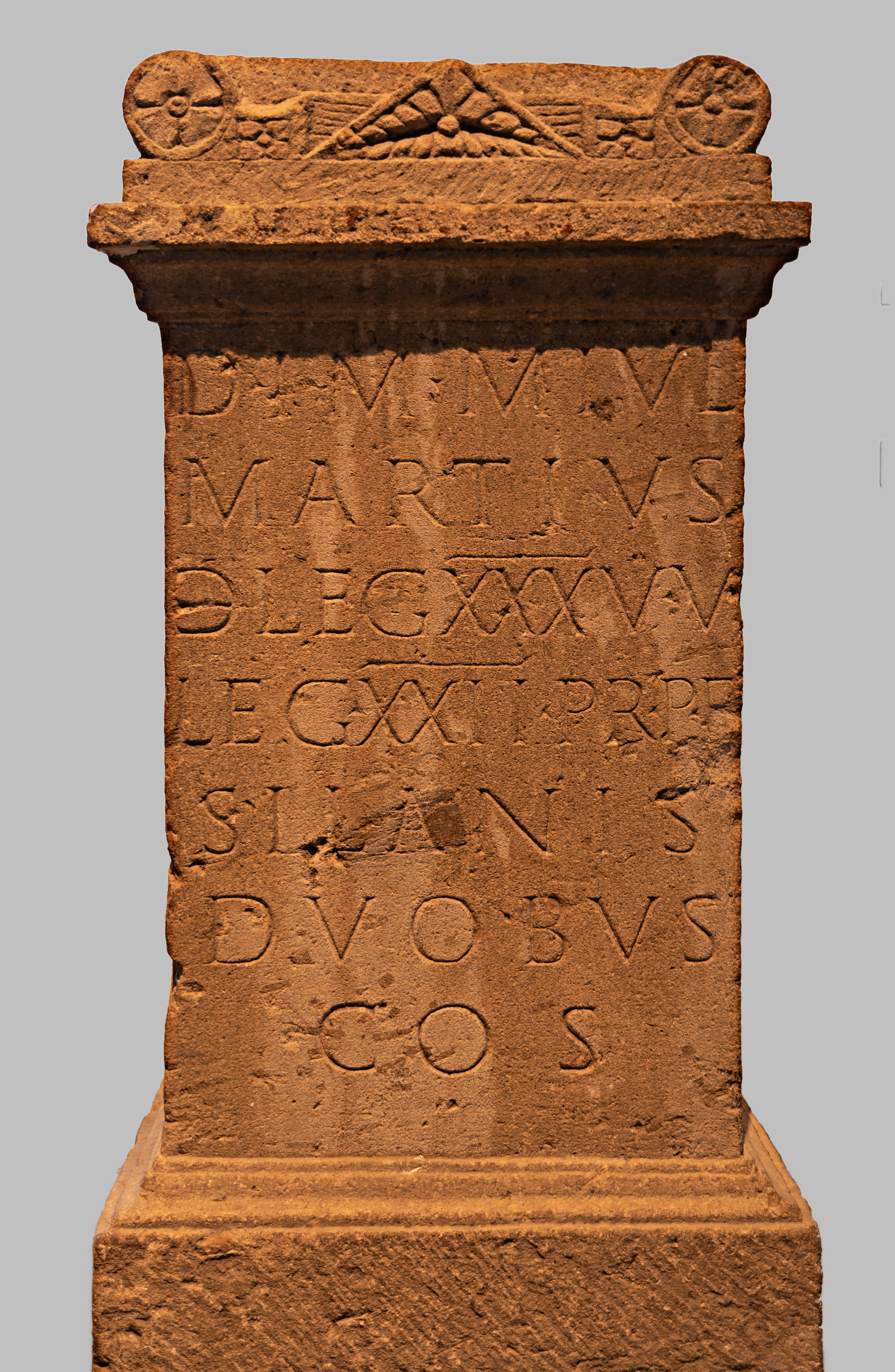
Die Inschrift

Marcus Iulius Martius war ein im 2. Jahrhundert n. Chr. lebender Angehöriger der römischen Armee.
Durch eine Weihinschrift, die in Colonia Ulpia Traiana gefunden wurde und die auf 189 datiert ist, ist belegt, dass Martius Centurio in zwei Legionen war: zunächst in der Legio XXII Primigenia und danach in der Legio XXX Ulpia Victrix. Er weihte den Altar dem Gott Mithras.
Martius ist durch eine zweite Weihinschrift, die in Mogontiacum gefunden wurde und die auf 180 datiert ist, nachgewiesen. Die Inschrift wurde durch Publius Contessius Vitalis, einen Custos armorum, errichtet.